# Hyperstrotia meeki
Hyperstrotia meeki är en fjärilsart som beskrevs av Bethune-Baker 1906. Hyperstrotia meeki ingår i släktet Hyperstrotia och familjen nattflyn. Inga underarter finns listade i Catalogue of Life.